# Tema de Tracia
El tema de Tracia conocido también como tema tracio, fue un tema (provincia cívico-militar) del Imperio bizantino localizado en el sureste de los Balcanes y que abarcó diferentes partes de la región homónima durante su historia.

## Historia
Tradicionalmente se cree que el thema tracio se fundó alrededor del año 600 como respuesta a la amenaza búlgara. Esta teoría se basa en la mención de un tal patricio Teodoro, conde de Opsicio y hipoestratego de Tracia en 680-681. Sin embargo, es incierto si esto implica la existencia de Tracia como territorio con mando militar separado, y que Teodoro acaparase el gobierno de dos provincias, o si la región estaba administrativamente unida al thema de Opsikion. En realidad, estrategos específicos de Tracia no aparecen inequívocamente en las fuentes literarias hasta el 742, mientras que solo se han encontrado sellos de estrategos tracios a partir del siglo viii. En los primeros años, Adrianópolis fue probablemente la capital del thema.
Durante el reinado de la emperatriz Irene de Atenas, a finales del siglo viii, el thema fue dividido y la parte occidental se convirtió en el tema de Macedonia. A partir de entonces, la capital tracia pasó a ser Arcadiópolis, con turmarcas subordinados en Bizie y Sozópolis. Otro, llamado turmarca de Tracia (tourmarches tes Thrakes) también es atestado en las fuentes, posiblemente el enviado del estratega en Arcadiópolis. Los geógrafos árabes Ibn Jordadbeh (ca. 847) y Ibn al-Faqih (ca. 903) mencionan que el thema se extendía «de la Larga Muralla [la Muralla de Anastasio]» hasta «la tierra de los eslavos» (Macedonia, al este), al norte hasta el país de los búlgaros, y contaba con diez fortalezas y cinco mil soldados. De hecho, las fronteras del thema fluctuaban en consonancia con los cambios provocados por las guerras bizantino-búlgaras. Al principio, el thema debió haber comprendido la mayor parte de la antigua Diócesis de Tracia, excepto la región a lo largo del Danubio, conquistada por los búlgaros (Mesia Inferior), pero, después de las conquistas de los kanes Krum (803-814), Omurtag (814-831) y Simeón I (893-927), la frontera se desplazó gradualmente hacia el sur de la cordillera de los Balcanes para ocupar a grandes rasgos la región donde hoy está la frontera entre Grecia y Turquía. Así, a comienzos del siglo ix, el thema comprendía esencialmente la mitad oriental de la moderna Tracia Oriental, más una porción de territorio a lo largo de la costa hasta Anquíalo.
A partir del siglo xi, Tracia y Macedonia parecen haber estado generalmente unidas, como atestiguan los numerosos estrategos y jueces (kritai) que tenían jurisdicción sobre ambos temas. El nombre desapareció del uso administrativo corriente durante el periodo Paleólogo, pero aún se encuentra en algunos historiadores de la época como término arcaico.